# Aleš Kokot
Aleš Kokot  (Nova Gorica, 1979. október 23. –) szlovén válogatott labdarúgó, hátvéd. Korábban nyolc éven keresztül szülővárosa csapatában, az ND Goricában játszott, kétszer nyerte meg hazája bajnokságát és a szlovén kupát is. Később a német másodosztályban volt légiós, majd visszatért Szlovéniába, az Interblock Ljubljana csapathoz. Tízszeres felnőtt válogatott.

## Mérkőzései a szlovén válogatottban
| #   | Dátum               | Ellenfél           | Eredmény | Kiírás            | Esemény |
| --- | ------------------- | ------------------ | -------- | ----------------- | ------- |
| 1.  | 2004. február 18.   | Lengyelország      | 0:2      | barátságos        | 65'     |
| 2.  | 2004. március 31.   | Lettország         | 0:1      | barátságos        | 83'     |
| 3.  | 2004. április 28.   | Svájc              | 1:2      | barátságos        | 62'     |
| 4.  | 2006. február 28.   | Ciprus             | 1:0      | barátságos        | 64'     |
| 5.  | 2006. március 1.    | Románia            | 0:2      | barátságos        | 71'     |
| 6.  | 2006. május 31.     | Trinidad és Tobago | 3:1      | barátságos        |         |
| 7.  | 2006. június 4.     | Elefántcsontpart   | 0:3      | barátságos        |         |
| 8.  | 2007. augusztus 22. | Montenegró         | 1:1      | barátságos        | 65'     |
| 9.  | 2007. szeptember 8. | Luxemburg          | 3:0      | Eb 2008 selejtező |         |
| 10. | 2008. február 6.    | Dánia              | 1:2      | barátságos        | 85'     |

## Sikerei, díjai
- ND Gorica:
  - Szlovén labdarúgó-bajnokság: 2003–04, 2004–05
  - Szlovén kupa: 2001, 2002